# Iława
Iława es una ciudad situada en el voivodato de Varmia y Masuria, en Polonia. Tiene una población estimada, a mediados de 2023, de 32 245 habitantes.
La ciudad está ubicada en el Distrito de los Lagos de Iława, en la región conocida como "Pulmones Verdes de Polonia". Se localiza en el extremo sur del lago más largo de Polonia, el lago Jeziorak. Dentro de los límites administrativos de la ciudad se encuentra Wielka Żuława, la isla interior más grande de Polonia, con una superficie de 82.4 hectáeas.